# Caecostenetroides ascensionis
Caecostenetroides ascensionis är en kräftdjursart som beskrevs av Ronald Vonk och Jan Hendrik Stock 1991. Caecostenetroides ascensionis ingår i släktet Caecostenetroides och familjen Gnathostenetroidae. Inga underarter finns listade i Catalogue of Life.